# حوزه انتخابیه هجدهم فلوریدا
حوزه انتخابیه هجدهم فلوریدا یک حوزه انتخابیه مجلس نمایندگان آمریکا است که در ایالت فلوریدا قرار دارد.